# Terminal Young
Terminal Young es una película argentina de 2023 dirigida por Lucía Seles.
La película fue seleccionada para competir en la sección oficial a la mejor película de la Competencia Argentina en la 24° edición del Buenos Aires Festival Internacional de Cine Independiente.

## Sinopsis
Una mujer que sufrió un grave incidente con un tenista violento -en otro video de ella misma- ahora sale con un tímido e inseguro músico de jazz de Ramos Mejía, pero se siente más fuerte y contenta con todo.

## Premios y nominaciones
| Premio/Festival de Cine                                   | Fecha del evento                 | Categoría                            | Nominado       | Resultado | Ref.  |
| --------------------------------------------------------- | -------------------------------- | ------------------------------------ | -------------- | --------- | ----- |
| Buenos Aires Festival Internacional de Cine Independiente | 19 de abril al 1 de mayo de 2023 | Competencia argentina Mejor película | Terminal Young | Pendiente | [ 2 ] |